# Club Deportivo San Antonio
El Club Deportivo San Antonio es un equipo de fútbol venezolano establecido en la ciudad de San Antonio del Táchira que milita en la Tercera División de Venezuela.

## Historia
Fue fundado en el año 2009, luego de que el Unión Atlético San Antonio sufriera una escisión a mediados del mes de julio. Inicialmente iban a salir en la Segunda División B, bajo la denominación de Unión Amigos San Antonio, pero se dio la oportunidad de participar directamente en la Segunda División, aprovechando el cupo dejado por el Unión Lara FC.
Su primer partido oficial fue contra Lotería del Táchira FC, en el marco de la Copa Venezuela, partido disputado en la ciudad de San Cristóbal, y cuyo marcador fue 1-0, quedando eliminados de esta forma de la competición. En liga, debutaron contra el Estrella Roja FC el 29 de septiembre en el Brigido Iriarte, el cuadro fronterizo fue derrotados 2-0. La primera victoria llegó en la tercera jornada de liga, el miércoles 9 de septiembre, cuando recibieron a Fundación Cesarger FC de Cumaná, el resultado fue un 3-0, Johan Alexander y Jonathan Rueda en dos oportunidades, fueron quienes convirtieron las anotaciones para el cuadro fronterizo.

### Temporada a Temporada
Aquella temporada de debut Segunda División de Venezuela 2009/10, comenzaba con el Apertura 2009 donde el equipo mantuvo un rendimiento regular, obteniendo 23 unidades a lo largo del semestre, 23 puntos obtenidos productos de 7 victorias, 2 empates y 7 derrotas, culminando en la décima posición de la tabla de posiciones. Para el Clausura 2010, el cuadro fronterizo mantuvo su regularidad, obteniendo esta vez un total de 20 puntos, 6 victorias durante el torneo y una diferencia de goles de (+1) al final del semestre, lo que le situó nuevamente en la décima colocación de la tabla. Culminó la temporada de debut en la octava posición de la tabla acumulada, siendo los ascendidos a la Primera División de Venezuela: Caroní FC y Atlético Venezuela
La segunda temporada del equipo, Segunda División Venezolana 2010/11, fue bastante desfavorable, comenzando en el Apertura 2010, con 9 derrotas en 18 partidos y apenas 21 goles convertidos, el cuadro fronterizo culminaría último del Grupo Centro-Occidental con 17 unidades. Para el Clausura 2011 el nivel futbolístico del equipo cayó aún más: tan solo 2 victorias en todo el semestre y un total de 32 goles recibidos, el equipo nuevamente sería último en el Grupo Centro-Occidental con apenas 8 unidades.
Tomando en cuenta que había sido último de su grupo en ambos torneos la temporada pasada, esto implicaba el descenso del equipo a la Segunda División B de Venezuela para la temporada 2011-2012, pero como la FVF decidió hacer una expansión de la categoría (Segunda División A), el ente rector del balompié venezolano decide que el cuadro fronterizo mantenga la categoría para la temporada 2011-2012. Comenzó la temporada Segunda División Venezolana 2011/12 con el Torneo Apertura 2011, donde el cuadro fronterizo mejoraría ostensiblemente su nivel futbolístico: Fueron un total de 8 triunfos, 3 empates y apenas 3 derrotas, para ser líderes del Grupo Occidental con 27 puntos, un grupo Occidental con rivales de la talla de Ureña Sport Club, Lotería del Táchira FC, Lara FC entre otros, con lo que avanzó a disputar el Torneo de Ascenso a la Primera División por primera vez en su corta historia, en el siguiente semestre de la temporada. Para el siguiente semestre del torneo, las cosas no salieron tan bien para el equipo tachirense: en 18 partidos, sumó un total de 19 puntos producto de 5 victorias, 4 empates y 9 reveses, culminando su primer Torneo de Ascenso a la Primera División en la novena casilla; fueron Atlético Venezuela y Portuguesa Fútbol Club quienes lograron el ascenso a la Primera División de Venezuela.
Luego de haber participado por primera vez en un torneo de ascenso a Primera División, el equipo fronterizo comenzó la temporada Segunda División Venezolana 2012/13 con el Apertura 2012, en un reñido Grupo Occidental, donde llegó a la última jornada del torneo con posibilidades de alcanzar nuevamente la clasificación al Torneo de Ascenso a Primera División, en esa última fecha, el equipo tachirense fue derrotado por Policía de Lara FC 2-1; Culminó el semestre en la sexta posición de grupo con un total de 25 puntos, y una sanción de -3 puntos por parte de la FVF debido a los hechos irregulares ocurridos en el estadio Pedro Rafael Chávez durante el partido de la Jornada 10, donde el equipo enfrentó al Carabobo FC, aquel partido lo había ganado el local 2 goles por 1. Para el segundo semestre de la temporada, el fronterizo participará en el Torneo de Promoción y Permanencia por primera vez en su historia, formando parte del Grupo Occidental, donde sus rivales fueron: ULA FC, Lotería del Táchira FC. Deportivo Táchira B, Unión Atlético Alto Apure, Unión Atlético Zamora, EF Seguridad Ciudadana e Internacional de Maracaibo FC este último, retirado del torneo en la jornada 5 por problemas económicos. En dicho torneo, el cuadro fronterizo mantiene un buen nivel, siendo segundo del Grupo Occidental, con 22 puntos y solamente 2 derrotas en todo el torneo, logrando permanecer en la Segunda División de Venezuela para la siguiente temporada.
Tras lograr mantener la categoría en la temporada pasada, toma parte en la Segunda División Venezolana 2013/14, donde el cuadro fronterizo termina el Torneo Apertura 2013 en la décima casilla de grupo tras sumar 15 puntos y obtener un total de 10 derrotas en 18 partidos, debiendo disputar por segunda vez consecutiva el Torneo de Promoción y Permanencia. En dicho torneo compite ante rivales que enfrentó en el torneo de permanencia anterior como Unión Atlético Zamora, Deportivo Táchira B y Lotería del Táchira FC; curiosamente, el equipo de San Antonio del Táchira, vuelve a finalizar el torneo en la segunda posición de grupo, tras sumar 24 puntos, un punto menos que el Ureña Sport Club, y tener la mayor diferencia de goles del grupo (+16), logrando su permanencia en la segunda división para la siguiente campaña.

### Pérdida de la categoría
El 3 de julio de 2014 se da a conocer por el Consejo de Honor de la FVF, la pérdida de la categoría por haber incomparecido en varias oportunidades en su categoría sub-20., por lo que participaría la temporada 2014-15 en la Tercera División.

## Datos del club
- Temporadas en 1.ª División: 0
- Temporadas en 2.ª División: 5 (2009-10, 2010-11, 2011-12, 2012-13, 2013-14)
- Temporadas en 3.ª División: 1 (2014-15
- Mejor puesto en liga: 8.º de 17 (2009/10)
- Mayor goleada conseguida como local (en Segunda): CD San Antonio 4-0 Hermandad Gallega de Valencia (Clausura 2010)
- Mayor derrota encajada como local (en Segunda): CD San Antonio 0-3 Ureña SC (Clausura 2011)
- Mayor goleada conseguida como visitante (en Segunda): UCV FC 0-4 CD San Antonio (Apertura 2009)
- Mayor derrota encajada como visitante (en Segunda): Lotería del Táchira FC 5-0 CD San Antonio (Clausura 2011)